# Jem/Gli amici Cercafamiglia
Jem/Gli amici Cercafamiglia è il 35° singolo di Cristina D'Avena pubblicato nel 1987.

## Descrizione
Jem è una canzone scritta da Alessandra Valeri Manera su musica e arrangiamento di Carmelo Carucci e sigla della serie animata omonima. Nel 2017 l'artista interpreterà nuovamente la canzone con un nuovo arrangiamento e in duetto con Emma Marrone, per l'album Duets - Tutti cantano Cristina.
Durante i concerti con i Gem Boy, Jem viene suonata in Mash-up con We Will Rock You dei Queen.
Sul lato B è incisa Gli amici Cercafamiglia, canzone scritta da Alessandra Valeri Manera su musica e arrangiamento di Enzo Draghi. Anche questa come il lato A è una sigla di un cartone animato che porta lo stesso nome.
La stampa più diffusa del singolo è di colore blu, ma esiste una rara stampa con l'immagine allargata sul fronte di copertina di colore verde.

## Tracce
Lato A
1. Jem – 2:53 (testo: Alessandra Valeri Manera – musica: Carmelo Carucci)

Lato B
1. Gli amici Cercafamiglia – 3:24 (testo: Alessandra Valeri Manera – musica: Enzo Draghi)

## Formazione

### Jem
- Carmelo Carucci – arrangiamento, tastiere
- Piero Cairo – sintetizzatore
- Giorgio Cocilovo – chitarre elettriche
- Paolo Donnarumma – basso
- Flaviano Cuffari – batteria
- i Piccoli Cantori di Milano – cori
- Niny Comolli – direzione cori
- Laura Marcora – direzione cori

#### Jem (2017)
- Luca Mattioni – arrangiamento, tastiere, pianoforte e programmazioni
- Francesco Ambrosini – tastiere addizionali e cori
- Luca Meneghello – chitarre
- Marco Mangelli – basso
- Enrico "Ninja" Matta – batteria

### Gli amici Cercafamiglia
- Vincenzo Draghi – Produzione e arrangiamento, tastiera, chitarra e programmazione
- Walter Biondi – Registrazione e mixaggio al CAP Studio, Milano
- Il Coro di Paola Orlandi – Cori

## Pubblicazioni all'interno di album e raccolte
Jem e Gli amici Cercafamiglia sono state inserite all'interno di alcuni album e raccolte della cantante:
| Anno | Album                                                                           | Titolo                  | Versione                                            |
| ---- | ------------------------------------------------------------------------------- | ----------------------- | --------------------------------------------------- |
| 1987 | Fivelandia 5                                                                    | Jem                     | Versione originale                                  |
| 1987 | Fivelandia 5                                                                    | Gli amici Cercafamiglia | Versione originale                                  |
| 1987 | Fivelandia TV                                                                   | Jem                     | Videoclip utilizzato per la trasmissione televisiva |
| 1990 | Cristina D'Avena e i tuoi amici in TV 4                                         | Jem                     | Versione originale                                  |
| 1999 | Cristina D'Avena e i tuoi amici in TV 12                                        | Jem                     | Versione originale                                  |
| 1999 | Quattro zampe e...                                                              | Gli amici Cercafamiglia | Versione originale                                  |
| 2000 | Cristina D'Avena e i tuoi amici in TV 12                                        | Jem                     | Versione originale                                  |
| 2005 | Cartoonlandia Girls                                                             | Jem                     | Versione originale                                  |
| 2006 | Fivelandia 5 & 6                                                                | Jem                     | Versione originale                                  |
| 2006 | Fivelandia 5 & 6                                                                | Gli amici Cercafamiglia | Versione originale                                  |
| 2006 | Fivelandia 5                                                                    | Jem                     | Versione originale                                  |
| 2006 | Fivelandia 5                                                                    | Gli amici Cercafamiglia | Versione originale                                  |
| 2007 | Super Stars                                                                     | Jem                     | Versione originale                                  |
| 2009 | Cristina for You                                                                | Jem                     | Versione originale                                  |
| 2011 | Cristina for You                                                                | Jem                     | Versione originale                                  |
| 2011 | Cristina D'Avena e le Super Girls                                               | Jem                     | Versione originale                                  |
| 2011 | Nella bella fattoria                                                            | Gli amici Cercafamiglia | Versione originale                                  |
| 2012 | Bim Bum Bam Compilation                                                         | Jem                     | Versione originale                                  |
| 2012 | 30 e poi... - Parte prima                                                       | Jem                     | Versione originale                                  |
| 2012 | Il valzer del moscerino presenta - La bella fattoria                            | Gli amici Cercafamiglia | Versione originale                                  |
| 2015 | Fivelandia Story                                                                | Jem                     | Versione originale                                  |
| 2015 | Fivelandia Story                                                                | Gli amici Cercafamiglia | Versione originale                                  |
| 2015 | Cristina D'Avena                                                                | Jem                     | Versione originale                                  |
| 2017 | Duets - Tutti cantano Cristina                                                  | Jem                     | Versione 2017 in duetto con Emma Marrone            |
| 2017 | I grandi classici - Le sigle storiche dei cartoni di Canale 5, Italia 1, Rete 4 | Jem                     | Versione originale                                  |
| 2018 | Duets + Duets Forever - Tutti cantano Cristina                                  | Jem                     | Versione 2017 in duetto con Emma Marrone            |
| 2019 | Fivelandia Reloaded - Volume 5                                                  | Gli amici Cercafamiglia | Versione originale                                  |